# Neopanorpa dispar
Neopanorpa dispar är en näbbsländeart som beskrevs av Syuti Issiki och Cheng 1947. Neopanorpa dispar ingår i släktet Neopanorpa och familjen skorpionsländor. Inga underarter finns listade i Catalogue of Life.